# Bel-Ami (film, 1939)
Pour les articles homonymes, voir Bel-Ami (homonymie).
Pour plus de détails, voir Fiche technique et Distribution.
Bel-Ami est un film allemand réalisé par Willi Forst, sorti en 1939.
Il s'agit d'une adaptation du roman Bel-Ami de Guy de Maupassant, publié en 1885, d'abord sous forme de feuilleton dans le quotidien Gil Blas, puis en volume aux éditions Victor Havard.
Ce film, libre de droit, est édité en DVD depuis 2007.

## Synopsis
En 1880, Georges Duroy revient à Paris après un séjour au Maroc. Il y retrouve son ami Forestier qui lui donne un peu d'argent, de quoi aller au cabaret où Rachel interprète la chanson Bel Ami. 
Un spectateur perturbe sa prestation en sifflant et criant « À la potence ! ». Georges Duroy le fait taire en lui envoyant son poing à la figure. Rachel s'approche alors de lui en continuant de chanter et l'identifie à Bel Ami. Duroy finira la nuit avec Rachel. Puis Forestier fait entrer Duroy à La Vie française comme journaliste. Duroy a une idée d'article (Casablanca, ville Blanche) mais ne parvient pas à l'écrire. 
Madeleine, la femme de Forestier et également la maîtresse du député Laroche, lui vient en aide, intitule l'article Le Maroc vu de mes propres yeux et le fait signer par Duroy. D'autres femmes aideront l'arriviste Georges Duroy dans son ascension, jusqu'à ce qu'il devienne ministre. Suit une partie de canotage romantique qui dégénère en scènes de ménage sur l'eau.
Madeleine divorce de Forestier et épouse Duroy. Le ministre des colonies, à la suite de spéculations au Maroc, se retire et est remplacé par Laroche. Duroy finira par congédier toutes ses conquêtes et épouser Suzanne, la fille de Laroche.

## Fiche technique
- Titre : Bel-Ami
- Réalisation : Willi Forst
- Assistant-réalisateur : Viktor Becker
- Scénario : Hans Fritz Beckmann (de), Axel Eggebrecht et Willi Forst, d'après l'œuvre de Guy de Maupassant
- Photographie : Ted Pahle et Erich Schmidtke
- Montage : Hans Wolff
- Musique : Theo Mackeben (avec la chanson Bel Ami interprétée par Tino Rossi)
- Chorégraphie : Rudolf Kölling
- Son : Erich Lange
- Décors : Kurt Herlth et Werner Schlichting
- Direction version française : André Norévo
- Producteur : Willi Forst
- Producteur délégué : Herbert Engelsing (de)
- Producteur assistant : Walter Lehmann (de)
- Société de production : Deutsche Forst-Filmproduktion GmbH (de)
- Sociétés de distribution : Société des films sonores Tobis
- Pays de production :  Reich allemand
- Langue : allemand
- Métrage : 2 749 mètres
- Format : Noir et blanc — 35 mm — 1,37:1 — Son : Mono
- Genre : Film dramatique
- Durée : 96 minutes
- Dates de sortie :
  - Troisième Reich : 21 février 1939
  - France : 3 avril 1941
- Affiches : Jacques Bonneaud, Bernard Lancy (France)

## Distribution
- Willi Forst (VF : Robert Lepers) : Georges Duroy / Bel-ami
- Olga Tchekhova (VF : Lucienne Givry) : Madeleine Forestier
- Johannes Riemann : Laroche
- Ilse Werner : Suzanne
- Hilde Hildebrand : Clotilde von Marelle
- Will Dohm (de) : Charles Forestier, journaliste
- Lizzi Waldmüller (VF : Colette Broïdo) : Rachel
- Marianne Stanior (de) : Grisette
- Aribert Wäscher : Walter
- Hubert von Meyerinck : M. de Varennes
- Hans Stiebner : Stranoff, agent immobilier
- Joachim Below : admirateur Suzannes
- Kalout Ben Gassem : Der Kaid von Marakesch
- Egon Brosig (de) : conférencier
- Hildegard Busse : femme de chambre de Madeleine
- Erich Dunskus : machiniste
- Joe Furtner (de) : conducteur de train
- Walter Gross : sténotypiste
- Walter Lieck (de) : crieur
- Richard Ludwig (de) : majordome de Laroche
- Hadrian Maria Netto (de) : Rival
- Ilse Petri (de) : Zofe bei Frau von Marelle
- Tatjana Sais : Duroys Tischdame
- Paul Samson-Körner (de) : ivrogne
- Werner Scharf (de) : interprète
- Rosita Serrano : chanteuse #1
- Lotte Spira (de) : Walters Tischdame
- Eleonore Tappert (de) : chanteuse #2
- Hanns Waschatko : secrétaire
- Ewald Wenck : greffier
- Bruno Ziener : parlementaire

## Autour du film
- Les autorités allemandes d'occupation tentèrent d'imposer les films allemands. Le gouvernement de Vichy retira Bel Ami en Afrique du nord, en représailles les nazis retirèrent des films français de la zone occupée[1].
- Par rapport au roman : Georges Duroy (Willi Forst) n'a pas de moustache. Dans le roman c'est la fille de Mme de Marelle, qui donne à Georges Duroy le surnom de Bel-Ami. Pas de duel. Forestier ne meurt pas. Suzanne est la fille de Laroche au lieu d'être celle de Walter.